# Enköpings stadshotell
Enköpings stadshotell var ett hotell vid Stora torget i Enköping. Hotellet byggdes 1879 med J.F. Lindeberg som byggmästare och invigdes den 31 oktober samma år. Arkitekt var E.J. Magnusson från Gävle. Hotellet hade ursprungligen två våningar med 18 rum och festvåning. Tillbyggnader gjordes 1929 och 1939. Byggnaden Q-märktes 1987 och i november 2005 beslutade regeringen att den inte fick rivas – och tvingade därmed ägaren Peab att bevara fastigheten.
År 2007 föreslog Peab att bygga ett nytt hus med fasad mot torget i samma utseende som stadshotellet, något som beräknades bli 50 miljoner kronor billigare än att bevara och rusta upp den befintliga byggnaden. Stadshotellet revs 2010.
Arkeologiska utgrävningar efter rivningen krävdes 2012 i en dom av förvaltningsrätten, något som överklagats av markägaren Peab. År 2014 beräknades kostnaden för detta till cirka 12 miljoner kronor att betalas av markägaren Peab, som kan komma att bygga ett högre hus på platsen. Vid en arkeologisk utgrävning 2018 på platsen för det tidigare hotellet hittades skeppsdelar från 1200-talet i "stattgropen".
År 2016 köpte Enköpings kommun "stattgropen" från Peab. Fastighetsbolaget Vi Invest har 2022 genom ett markanvisningsavtal från kommunen fått två års ensamrätt att förhandla om en detaljplan. De planerar att bygga ett hotell med skybar och 30 lägenheter. Byggnationen planeras vara klar i början av 2026.

### Webbkällor
- ”Stadshotellet”. Enköping.då. http://www.enkopingshistoria.n.nu/stadshotellet. Läst 27 mars 2016.
- Dellbeck, Johan (20 februari 2002). ”Enköpings stadshotell : En kulturhistorisk byggnadsbeskrivning” (PDF). Upplandsmuseet. Arkiverad från originalet den 19 augusti 2010. https://web.archive.org/web/20100819104946/http://www.upplandsmuseet.se/upload/1957/Enk%C3%B6pings%20stadshotell.pdf. Läst 27 mars 2016.